# Copelatus jactator
Copelatus jactator är en skalbaggsart som beskrevs av Guignot 1955. Copelatus jactator ingår i släktet Copelatus och familjen dykare. Inga underarter finns listade i Catalogue of Life.